# Doppelhaus Nürnberger Straße 36/38

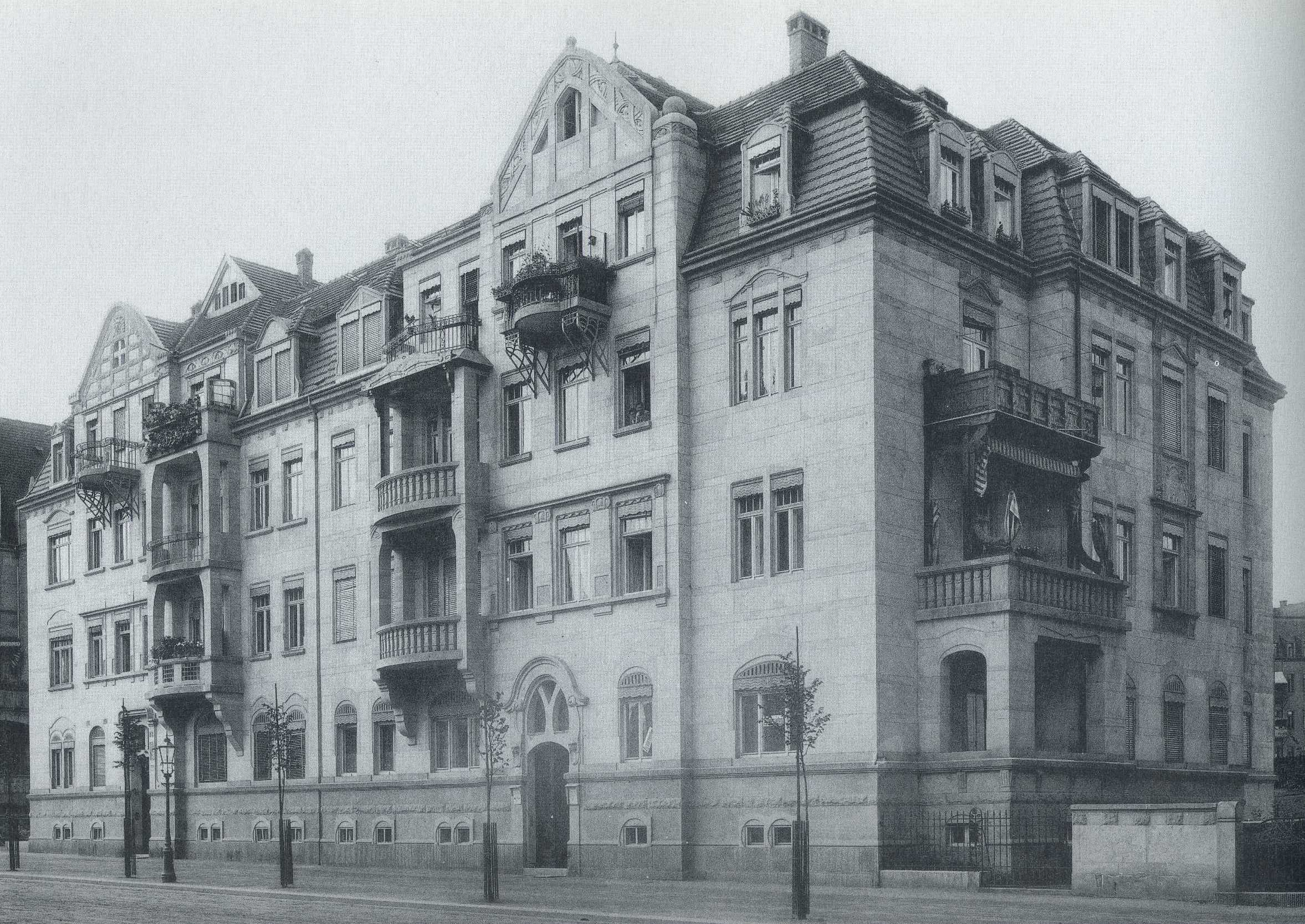
Nürnberger Straße 36/38 (1906)

Das Doppelhaus Nürnberger Straße 36/38 war ursprünglich ein sogenanntes „Gruppenhaus“ in Dresden, im Stadtteil Südvorstadt. Es wurde 1906 von den Architekten Linke & Leukert erbaut. Bauherr war der Steinmetzmeister Karl Welsch. Die Baukosten beliefen sich auf 210.000 Mark (kaufkraftbereinigt in heutiger Währung: knapp 1,6 Millionen Euro).
Weit auskragende Balkone und Altane fassten die beiden Obergeschosse zusammen. Der dreigeschossigen Fassade waren viergeschossige, flach vorspringende Risalite vorgelegt, die als oberen Abschluss einen Giebel aufwiesen. Die Fassade war mit Elbsandstein verblendet: das Sockelgeschoss mit gelbem Sandstein, Erd- und Obergeschosse mit weißem Cottaer Sandstein. Das schmiedeeiserne Brüstungsgeländer und die Konsolen der oberen offenen Balkone waren blau lackiert. Die Dachflächen waren mit rot glasierten Biberschwänzen gedeckt.
„Gruppenhäuser“ waren im „Bayrischen Viertel“, zu denen dieses Gebiet gehört, ein Kompromiss zwischen einer geschlossenen (Blockrand-)Bebauung, die im gesamten Stadtgebiet von Dresden eher unerwünscht war und nur in einigen Straßenzügen zugelassen wurde (noch heute vorhandene Ausnahme: Äußere Neustadt) und dem Typus des freistehenden Mehrfamilienhauses („Mietvilla“, „Dresdner Kaffeemühle“), die verschiedene Stadtgebiete, wie z. B. Striesen oder in Löbtau, flächendeckend dominierte. Für das gesamte Areal war einerseits eine hochwertige Bebauung vorzusehen, schlossen sich südlich (Plauen) und nördlich („Schweizer Viertel“) eher gut- bis großbürgerlich dominierte Viertel an, andererseits hatten die nahe Technische Hochschule, wie auch die Industriegebiete an der Zwickauer Straße zu einem großen Wohnungsbedarf geführt. Der Kompromiss bestand letztlich darin, dass die geschlossene Randbebauung durch Gruppen von zwei oder drei miteinander verbundener Mehrfamilienhäuser, „Gruppenhäuser“ genannt, aufgelöst bzw. aufgelockert wurde. Im Zusammenhang mit dem zur Bauzeit dominierenden Jugendstil entstand städtebaulich-architektonisch ein für Dresden einmaliges Gebiet, das jedoch durch die Luftangriffe auf Dresden  1945 zerstört und die anschließende Enttrümmerung nahezu komplett beräumt wurde.
Nur wenige Bauten, darunter befinden sich keine Gruppenhäuser, haben beides zeitlich überstanden, dieses Doppelhaus (als „Gruppenhaus“) gehörte nicht dazu: 1945 zerstört, wurde die Ruine in der folgenden Großflächenenttrümmerung 1951/52 abgetragen.

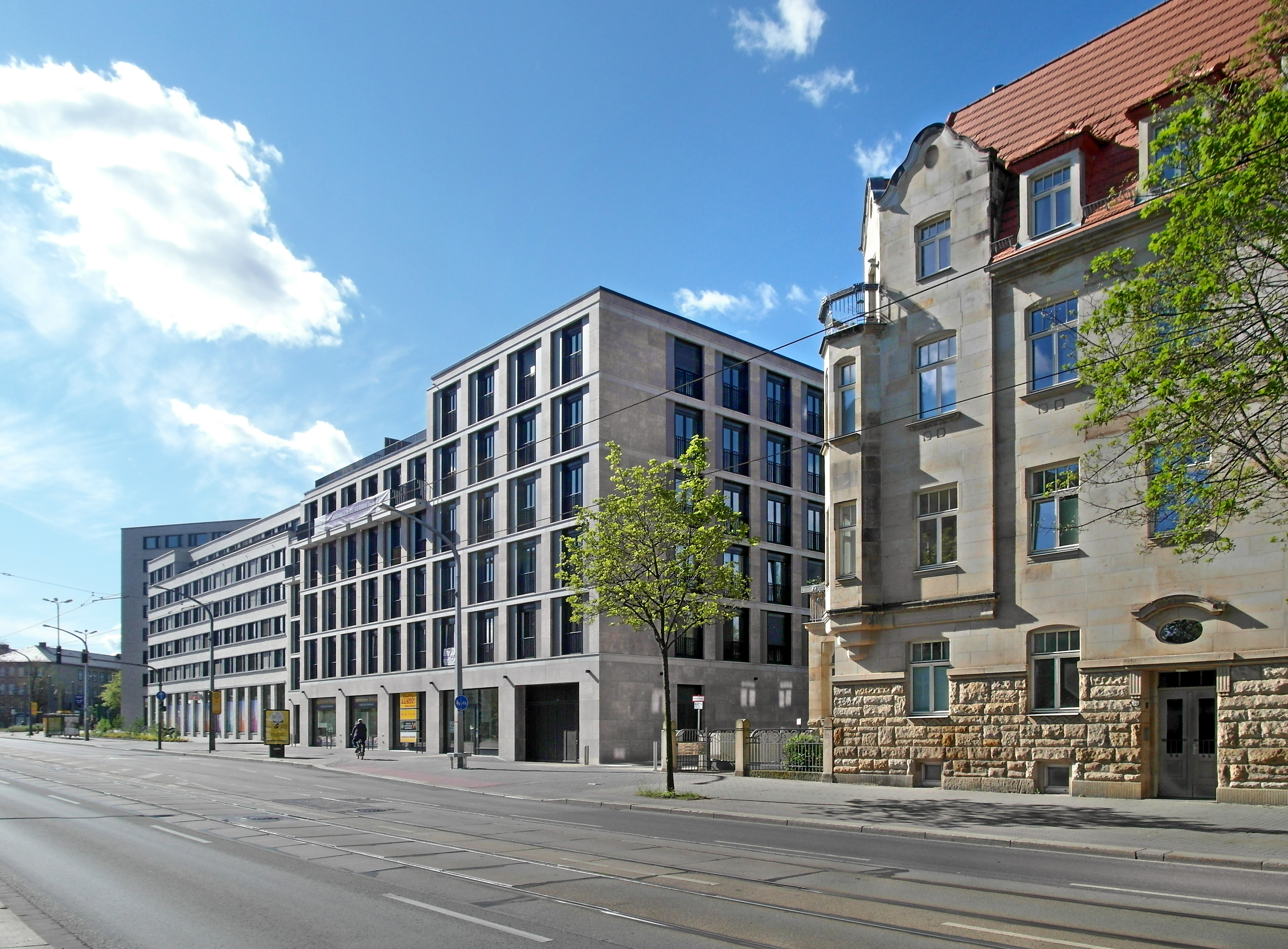
Nürnberger Straße 36/38, rechts angeschnitten Nürnberger Straße 34 (2020)

Der ehemalige Standort des Doppelhauses wurde jahrzehntelang nicht wieder bebaut und verblieb als dicht bewachsene Brachfläche. Erst ab Ende 2017 entstanden hier zwei Wohn- und Geschäftshäuser als Randbebauung, wobei das östliche überdies baulich mit dem am Nürnberger Platz errichteten Studentenwohnheim verbunden ist; 2019 wurden sie eröffnet.